# 徐崇华 (1960年)
徐崇华（1960年5月—），女，安徽凤阳人，汉族，中国农工民主党党员。中华人民共和国政治人物、第十一届全国人民代表大会安徽地区代表。
1980年，毕业于安徽师范大学滁州分校化学系。历任滁州市定远县永康中学教师，凤阳县临淮中学教师，凤阳县凤阳中学教师。1993年1月，任凤阳县人民政府副县长。2003年4月，任滁州市旅游局副局长。2003年至2006年，在安徽省委党校经济管理研究生班学习。2006年12月，任滁州市工商联主席。2008年1月，任滁州市政协副主席。
2008年起担任全国人大代表。